# حمزه یرلی‌کایا
حمزه یرلی‌کایا (به انگلیسی: Hamza Yerlikaya) (زادهٔ ۳ ژوئن ۱۹۷۶) کشتی‌گیر بازنشستهٔ اهل ترکیه در دسته‌های میان‌وزن و سنگین‌وزن کشتی فرنگی است که یکی از بهترین و پرافتخارترین کشتی‌گیران تاریخ کشتی فرنگی به شمار می‌رود. او برندهٔ مدال طلای دو دورهٔ بازی‌های المپیک ۱۹۹۶ آتلانتا و ۲۰۰۰ سیدنی، و قهرمان سه دورهٔ مسابقات قهرمانی کشتی جهان در سال‌های ۱۹۹۳، ۱۹۹۵ و ۲۰۰۵ است. یرلی‌کایا همچنین با قهرمانی در هشت دورهٔ مسابقات قهرمانی کشتی اروپا، رکورددار بیشترین تعداد مدال طلا در این مسابقات بود که بعدها توسط رضا کایالپ شکسته شد.